# カジス・グリニウス

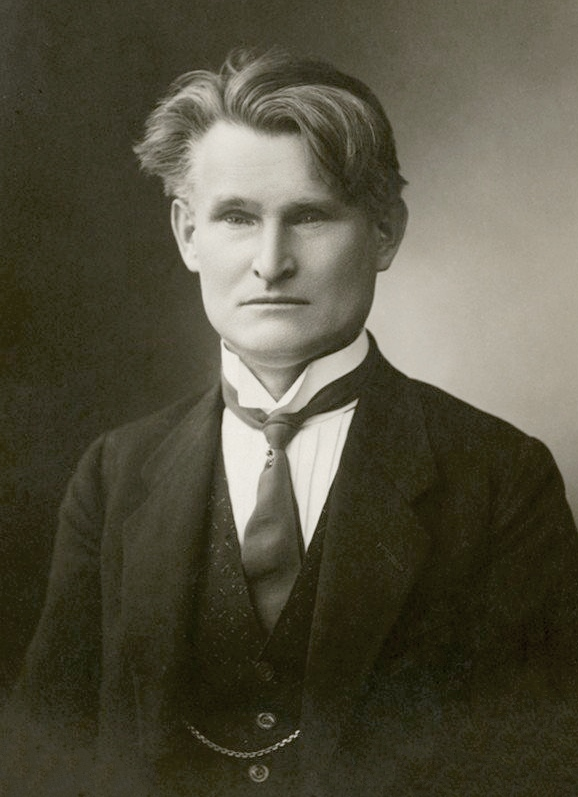
カジス・グリニウス

カジス・グリニウス（Kazys Grinius、1866年12月17日 - 1950年6月4日）は、リトアニアの第3代大統領である。1926年6月7日から1926年12月17日まで在職した。
グリニウスがマリヤンポレ近郊のセレマ (Selema) で生まれたとき、リトアニアはまだロシア帝国の一部であった。彼はモスクワ大学で医学を学び、内科医となった。若い頃からリトアニアの政治活動に参加し、ツァーリ派から迫害された。
1896年に、ヨアナ・パヴァルキーテと結婚し、しばらくの間ヴィルバリスに住んだ。1899に息子のカジースが生まれ、1902年に娘のグラジナが生まれた。第一次世界大戦中、彼らはキスロヴォツクに住んだ。1918年、赤軍の攻撃で妻と娘が死亡した。二人はキスロヴォツク墓地に葬られた。
1918年にリトアニアが独立を回復すると、グリニウスは農民人民連合の一員として国民議会の議員となった。1920年6月19日、リトアニア・キリスト教民主党を中心とするキリスト教民主会派と農民人民連合を中心とする会派による連立政権が発足し、農民人民会派の指導者であったグリニウスが首相に就任した。1922年までは首相を務め、ソビエト連邦との間の条約に署名した。1926年5月8日から9日にかけて第3セイマス議員選挙が行われ、与党・キリスト教民主会派が敗れると、農民人民連合やリトアニア社会民主党などによる連立政権が発足。農民人民連合党首のグリニュスは大統領に選出された。しかし同年12月16日、軍部および民族主義者によるクーデターが起こった。軍部は共産主義者によるクーデターが差し迫っているとしたが、グリニウスはこの主張を信じなかった。民族主義者らは初代大統領のアンターナス・スメトナを担ぎ、スメトナは憲法の遵守を誓約したため、グリニウスはスメトナに権力を譲渡し辞任した。
1941年にナチス・ドイツがリトアニアに侵攻すると、グリニウスは、リトアニアが他国に占領されることを拒絶したため、ドイツとの協力を拒んだ。1944年にソビエト軍がリトアニアを再占領すると、彼は西側に逃げ、1947年にアメリカ合衆国に移住した。
彼は、1950年にイリノイ州シカゴで死亡した。1990年にリトアニアが独立を回復すると、彼の遺体はリトアニアに戻り、そこで埋葬された。